# Luc Netten
Luc Netten (Oss, 12 april 2004) is een Nederlands voetballer die als verdediger speelt bij Feyenoord

## Clubcarrière
Netten speelde van 2012 tot 2022 in de jeugd van PSV. In 2022 verruilde hij PSV voor de Voetbal Academie N.E.C.. Medio 2023 kwam hij bij het eerste team van N.E.C. Op 1 september 2023 maakte hij op negentienjarige leeftijd zijn debuut in de uitwedstrijd in de Eredivisie tegen Sparta Rotterdam (1-1 gelijkspel) als invaller na 63 minuten voor Philippe Sandler. Vanaf januari 2024 maakte hij weer deel uit van het onder 21 team.
Op 12 januari 2024 maakte hij de overstap naar het onder 21 team van Feyenoord.

### Statistieken
| 2023/24                        | N.E.C.         | Eredivisie     | 1 | 0 | 0 | 0 | 0 | 0 | 1 | 0 |
| Carrièretotaal                 | Carrièretotaal | Carrièretotaal | 1 | 0 | 0 | 0 | 0 | 0 | 1 | 0 |
| Bijgewerkt op 2 september 2023 |                |                |   |   |   |   |   |   |   |   |